# Tommy Asinga
Tommy Asinga (Moengo, 20 november 1968) is een Surinaamse oud-atleet, die zich had toegelegd op de 800 m. Hij nam driemaal deel aan de Olympische Spelen.

## Biografie
Tommy Asinga is getrouwd met de Zambiaanse sprintster Ngozi Mwanamwambwa. Hun zoon, Issam Asinga, is eveneens een getalenteerd sprinter.
Tijdens zijn opleiding op het NATIN viel het zijn gymleraar al op dat hij zeer snel kon rennen, waarop deze hem overhaalde om te gaan trainen bij Profosoe. In 1988 nam Asinga als atleet deel aan de Olympische Spelen in Seoel (Zuid-Korea), waar hij uitkwam op de 800 m. Tijdens de series verliet hij zijn baan te vroeg, waardoor hij werd gediskwalificeerd. In 1990 slaagde hij bij het NATIN, waarna hem vanwege zijn sportieve prestaties een studiebeurs in de Verenigde Staten werd aangeboden. Van 1991 tot 1994 studeerde hij aan de Eastern Michigan University, terwijl hij daar tevens onder professionele leiding kon trainen.
Bij de Pan-Amerikaanse Spelen van 1991 in Havana behaalde Asinga met een tijd van 1.47,24 brons op de 800 m. Een jaar later nam hij deel aan de Olympische Zomerspelen van 1992 in Barcelona waarbij hij tijdens de openingsceremonie de vlaggendrager voor Suriname mocht zijn. Hij kwam opnieuw uit op de 800 m, waarbij hij tijdens de series een tijd neerzette van 1.47,23. Dankzij die prestatie kon hij door naar de halve finale, waarin hij zijn tijd verbeterde naar 1.46,78. Dit was echter onvoldoende voor deelname aan de finale.
Bij de Olympische Zomerspelen van 1996 in Atlanta (Verenigde Staten) kwam Asinga opnieuw uit op de 800 m. In de series liep hij de afstand in 1.48,29, wat ontoereikend was om door te kunnen naar de halve finale.
Tijdens zijn studie aan de Eastern Michigan University behaalde hij een bachelor degree in biologie en scheikunde. Vervolgens studeerde hij verder aan de Tuskegee University in Alabama, waar hij zijn Doctor of Veterinary Medicine behaalde. Hierna bleef hij wonen in de Verenigde Staten, waar hij werkzaam was als dierenarts. Nu is hij dierenarts in Lusaka (Zambia).
In zijn actieve tijd was hij aangesloten bij Eastern Michigan Eagles.

## Persoonlijke records
| afstand | prestatie | datum           | plaats       |
| ------- | --------- | --------------- | ------------ |
| 400 m   | 46,89 s   | 4 augustus 1991 | Havana       |
| 800 m   | 1.46,74   | 8 mei 1992      | Indianapolis |
| 1500 m  | 3.55,69   | 12 mei 1991     | Ann Arbor    |

## Palmares

### 800 m
- 1991:  Pan-Amerikaanse Spelen - 1.47,24